# 鳥居千代香
鳥居 千代香（とりい ちよか、1948年8月24日- ）は、日本の社会学者、帝京大学短期大学教授。愛媛県出身。
1974年中央大学大学院英文科修士課程修了、インド国立インド工科大学デリー校大学院英文学博士課程一部修了、1982年中退。1978-1979年インド国立ジャワーハルラール・ネルー大学専任講師。1991年帝京女子短期大学専任講師、1997年助教授、2007年准教授、2010年教授。1991-2004年インド国立ジャワハルラール・ネルー大学大学院社会学部社会学科博士課程研究員、同大学社会学博士。
インドおよびイスラーム諸国の女性学が専門。花嫁焼殺、寡婦殉死（サティー）、女子割礼（FGM)、寺院売春など、アジア世界の女性虐待について多くの紹介を行う。

## 著書
- 『インド女性学入門』新水社 1996

### 翻訳
- ウルミラ・パドニス,インディラ・マラニ編『世界の女性 幻影と現実』家政教育社 1980
- ジャミラ・ヴァルギーズ『焼かれる花嫁 インドの結婚』三一書房 1984
- ナワル・エル・サーダウィ『0度の女 死刑囚フィルダス』三一書房 1987
- ナワル・エル・サーダウィ『神はナイルに死す』三一書房 1988
- ナワル・エル・サーダウィ『あるフェミニストの告白』未来社 1989
- ナワル・エル・サーダウィ『女子刑務所  エジプト政治犯の獄中記』三一書房 1990
- マドゥー・キシュワール,ルース・バニタ編『インドの女たち 『マヌシ』からの報告』明石書店 1990
- ナワル・エル・サーダウィ『女ひとり世界を往く』図書出版社(海外旅行選書)　1992
- M.K.インディラ『幼い未亡人』三一書房 1993
- フラン・P.ホスケン『女子割礼 因習に呪縛される女性の性と人権』明石書店(世界人権問題叢書) 1993
- プロミラ・カプール『インドのコールガール 高級売春婦の生活と世界』新宿書房(双書・アジアの村から町から) 1993
- ナワル・エル・サーダウィ『イマームの転落』草思社 1993
- サナ・エル・カヤット『アラブの女 イラク女性の素顔』図書出版社 1994
- ジョーガン・シャンカール『インド寺院の売春婦』三一書房 1995
- ナワル・エル・サーダウィ『女性に天国はあるのか』未来社 1996
- エトマッド・コルシェッド『目撃者 元女優が暴くエジプト(秘)情報機関長官の正体』三一書房 1998
- マラ・セン『インド盗賊の女王プーラン・デヴィの真実』未來社 1998
- リチャード・コーザー『ヒラリー・クリントン 素顔のファースト・レディ』東洋書林 1999
- ホセ・ルイス・ゴンザレス・バラード編『マザー・テレサ』明石書店 1999
- ホセ・ルイス・ゴンザレス・バラード編『マザー・テレサ最後の愛のことば』明石書店 2000
- ベヴェリー・アレン『ユーゴスラヴィア民族浄化のためのレイプ』柘植書房新社 2001
- テレーゼ・デ・アンジェリス『女優ジョディ・フォスター』未來社 2002
- マラ・セン『インドの女性問題とジェンダー サティー(寡婦殉死)・ダウリー問題・女児問題』明石書店 2004
- スバドラー・ブタリアー『ダウリーと闘い続けて インドの女性と結婚持参金』柘植書房新社 2005
- シャラッチャンドラ・チョットッパッドヤーイ『デーヴダース 魅惑のインド』出帆新社 2006
- サイイダ・S.ハミード『インドの女性たちの肖像 経済大国の中の伝統社会』柘植書房新社 2007
- ムハンマド・ウマル『アミーナ』彩流社 2010
- 『ガンディーの言葉』岩波ジュニア新書、2011
- ギーター・アラヴァムダン『インド 姿を消す娘たちを探して』柘植書房新社 2012
- チャンダー・スータ・ドグラ『インドの社会と名誉殺人』柘植書房新社 2015

## 論文
- 鳥居千代香